# Нуньес (лунный кратер)
Кратер Нуньес (лат. Nonius) — большой древний ударный кратер в южном полушарии видимой стороны Луны. Название присвоено в честь португальского математика Педру Нуниша (1502—1578) и утверждено Международным астрономическим союзом в 1935 г. Образование кратера относится к донектарскому периоду.

## Описание кратера

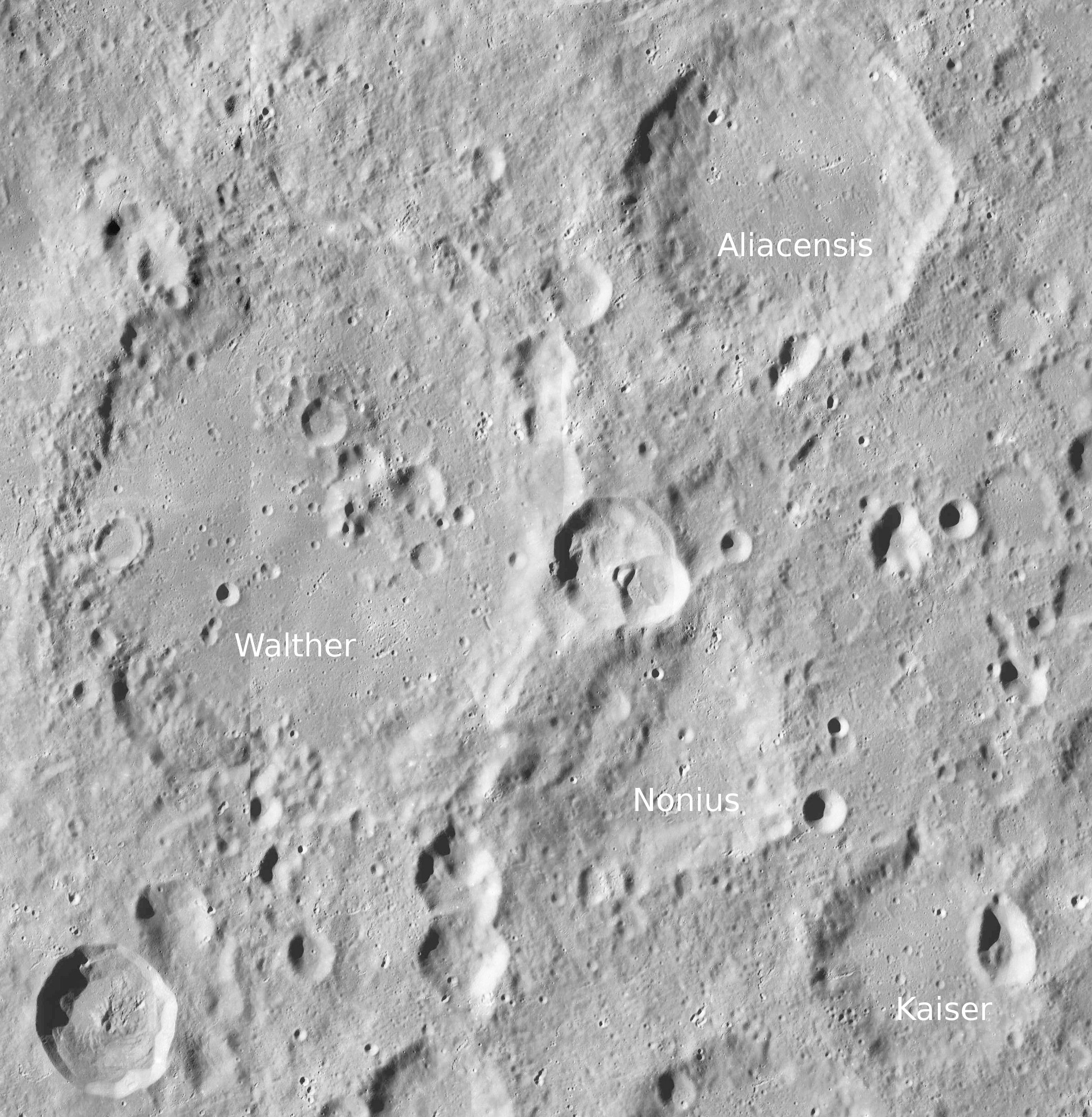
Окрестности кратера Нуньес. Снимок зонда Lunar Reconnaissance Orbiter.

Ближайшими соседями кратера являются кратер Вальтер на северо-западе; кратер Алиацензий на севере; кратер Кайзер на юго-востоке и кратер Фернель на юге. Селенографические координаты центра кратера 34°54′ ю. ш. 3°47′ в. д. / 34,9° ю. ш. 3,79° в. д., диаметр 70,6 км, глубина 2990 м.
Кратер Нуньес имеет полигональную форму и значительно разрушен. Вал сглажен, восточная и южная части вала спрямлены, северная часть вала перекрыта сателлитными кратерами Нуньес L и Нуньес K (см. ниже). Высота вала над окружающей местностью достигает 1280 м, объем кратера составляет приблизительно 4200 км³. Дно чаши в западной части пересеченное, с несколькими невысокими хребтами и кратероподобным понижением местности, покрыто породами, выброшенными при образовании кратера Вальтер, в восточной части относительно ровное.

## Сателлитные кратеры
| Нуньес | Координаты                                          | Диаметр, км |
| ------ | --------------------------------------------------- | ----------- |
| A      | 35°23′ ю. ш. 5°32′ в. д. / 35,39° ю. ш. 5,54° в. д. | 10,2        |
| B      | 35°54′ ю. ш. 2°02′ в. д. / 35,9° ю. ш. 2,03° в. д.  | 23,9        |
| C      | 35°29′ ю. ш. 1°07′ в. д. / 35,49° ю. ш. 1,11° в. д. | 6,3         |
| D      | 35°34′ ю. ш. 1°40′ в. д. / 35,57° ю. ш. 1,67° в. д. | 5,5         |
| F      | 35°56′ ю. ш. 3°44′ в. д. / 35,93° ю. ш. 3,74° в. д. | 7,0         |
| G      | 34°46′ ю. ш. 5°40′ в. д. / 34,76° ю. ш. 5,67° в. д. | 4,8         |
| K      | 33°44′ ю. ш. 3°55′ в. д. / 33,73° ю. ш. 3,91° в. д. | 18,6        |
| L      | 33°31′ ю. ш. 3°31′ в. д. / 33,51° ю. ш. 3,52° в. д. | 30,9        |
| Q      | 35°56′ ю. ш. 4°13′ в. д. / 35,93° ю. ш. 4,22° в. д. | 6,4         |
| R      | 35°56′ ю. ш. 3°18′ в. д. / 35,94° ю. ш. 3,3° в. д.  | 8,3         |
| S      | 34°49′ ю. ш. 4°13′ в. д. / 34,82° ю. ш. 4,21° в. д. | 4,1         |

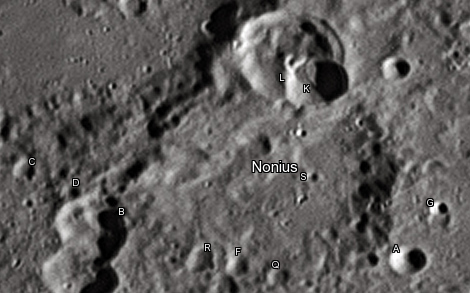
Снимок Девида Кемпбелла.

- Образование сателлитного кратера Нуньес L относится к позднеимбрийскому периоду[1].

## См.также
- Список кратеров на Луне
- Лунный кратер
- Морфологический каталог кратеров Луны
- Планетная номенклатура
- Селенография
- Минералогия Луны
- Геология Луны
- Поздняя тяжёлая бомбардировка